# 1673 az irodalomban
Az 1673. év az irodalomban.

## Új művek
- Avvakum protopópa száműzetésében megírja önéletírását: Житие протопопа Аввакума, им самим написанное.

### Drámák
- Jean Racine: Mithridates (Mithridate), bemutató.
- Molière vígjátéka: Képzelt beteg (Le malade imaginaire), bemutató.

## Halálozások
- február 17. – Molière francia drámaíró és rendező, a modern vígjáték megteremtője (* 1622)